# Aulostomus maculatus
Poisson-trompette tacheté
Espèce
Le Poisson-trompette tacheté ou Poisson-trompette des Caraïbes (Aulostomus maculatus) est une espèce de poissons marins de la famille des aulostomidés.
Il est présent dans les eaux tropicales de la zone occidentale de l'océan Atlantique soit de la Floride aux côtes du Brésil en passant par le golfe du Mexique et la mer des Caraïbes ainsi que dans la zone orientale de l'océan Atlantique des îles Canaries au Cap Vert.
Sa taille maximale est de 100 cm mais la taille moyenne est de 60 cm.